# 나이토 요헤이
나이토 요헤이(일본어: 内藤 洋平, 1988년 7월 9일 ~ )는 일본의 축구 선수이다.

## 구단 경력
그는 2011년부터 2020년까지 J리그의 교토 상가 FC, 기라반츠 기타큐슈에서 활동하였다.